# Efebo di Maratona

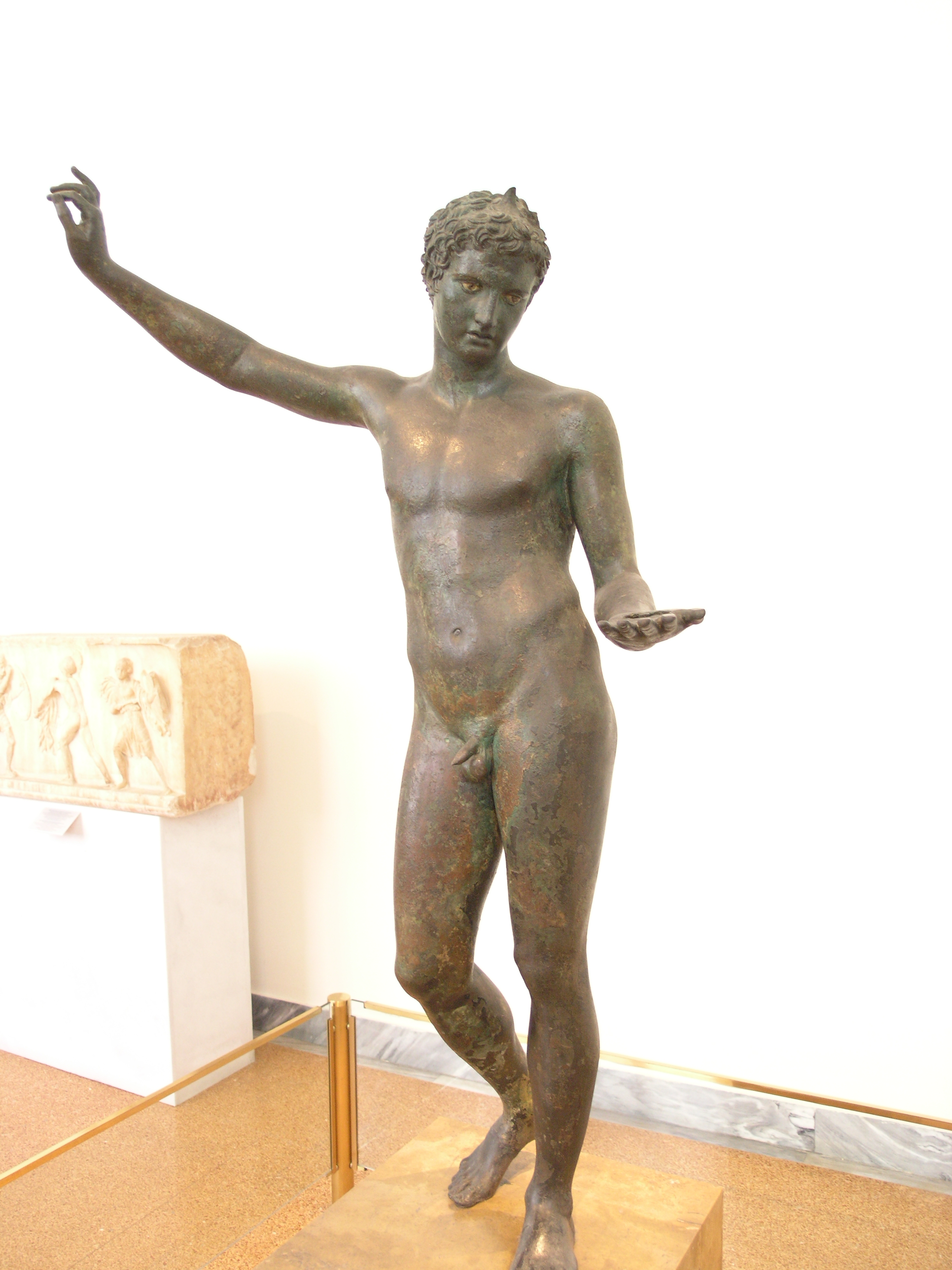
"Efebo di Maratona". Statua di bronzo di un giovane atleta, ritrovata in mare vicino a Maratona, nella costa attica. La mano sinistra è stata sostituita in un secondo momento da un'altra. Il lavoro è originario della scuola di Prassitele, ca. 340-330 a.C.

L'Efebo di Maratona è una scultura greca bronzea datata all'incirca al 340-330 a.C (età classica); rinvenuta nel mar Egeo al largo della baia di Maratona nel 1925, da allora è conservata al museo archeologico nazionale di Atene.
Il soggetto ritratto potrebbe essere il vincitore di una gara di atletica leggera ai giochi olimpici antichi; grazie alla muscolatura alquanto morbida e all'esagerato contrapposto, il suo stile è stato immediatamente associato con la scuola di Prassitele. Il braccio alzato e la distribuzione del peso indicano che nel suo contesto originale questa raffigurazione di efebo doveva star appoggiata ad un supporto verticale, che poteva essere ad esempio una colonna andata perduta.

## Storia

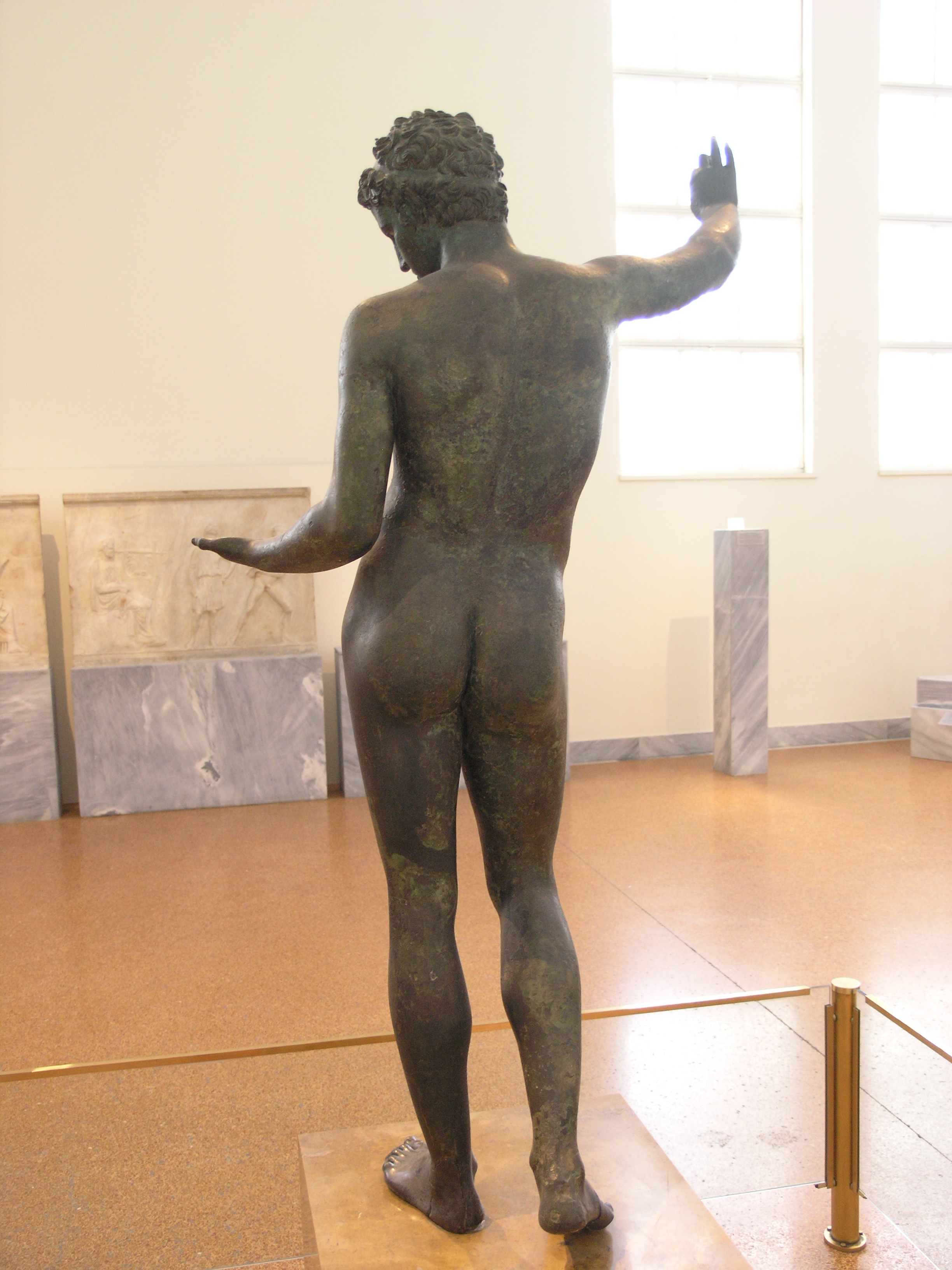
Veduta posteriore.

La statua è stata recuperata dal fondo marino nel mese di giugno 1925, dopo essersi impigliata tra le reti dei pescatori di spugne locali.
Un'esplorazione approfondita condotta nel 1976 da un team franco-britannico è riuscita a individuare la "nave relitto" sul luogo della scoperta. È possibile che la statua avesse appena decorato la villa di Erode Attico con vista sulla baia.

## Descrizione
La scultura rappresenta un ragazzo nudo in piedi a grandezza leggermente inferiore a quella naturale, misurando un'altezza di 130 cm. Il suo atteggiamento risulta essere abbastanza complesso; appoggiato sulla gamba sinistra, il piede della gamba libera è posto dietro, sul bordo, secondo le regole del contrapposto di Policleto. L'ondeggiare delle anche è tuttavia più pronunciato che in quest'ultimo, e il design dei muscoli - sporgenti nel petto e nella parte inferiore del ventre - è invece meno marcato.

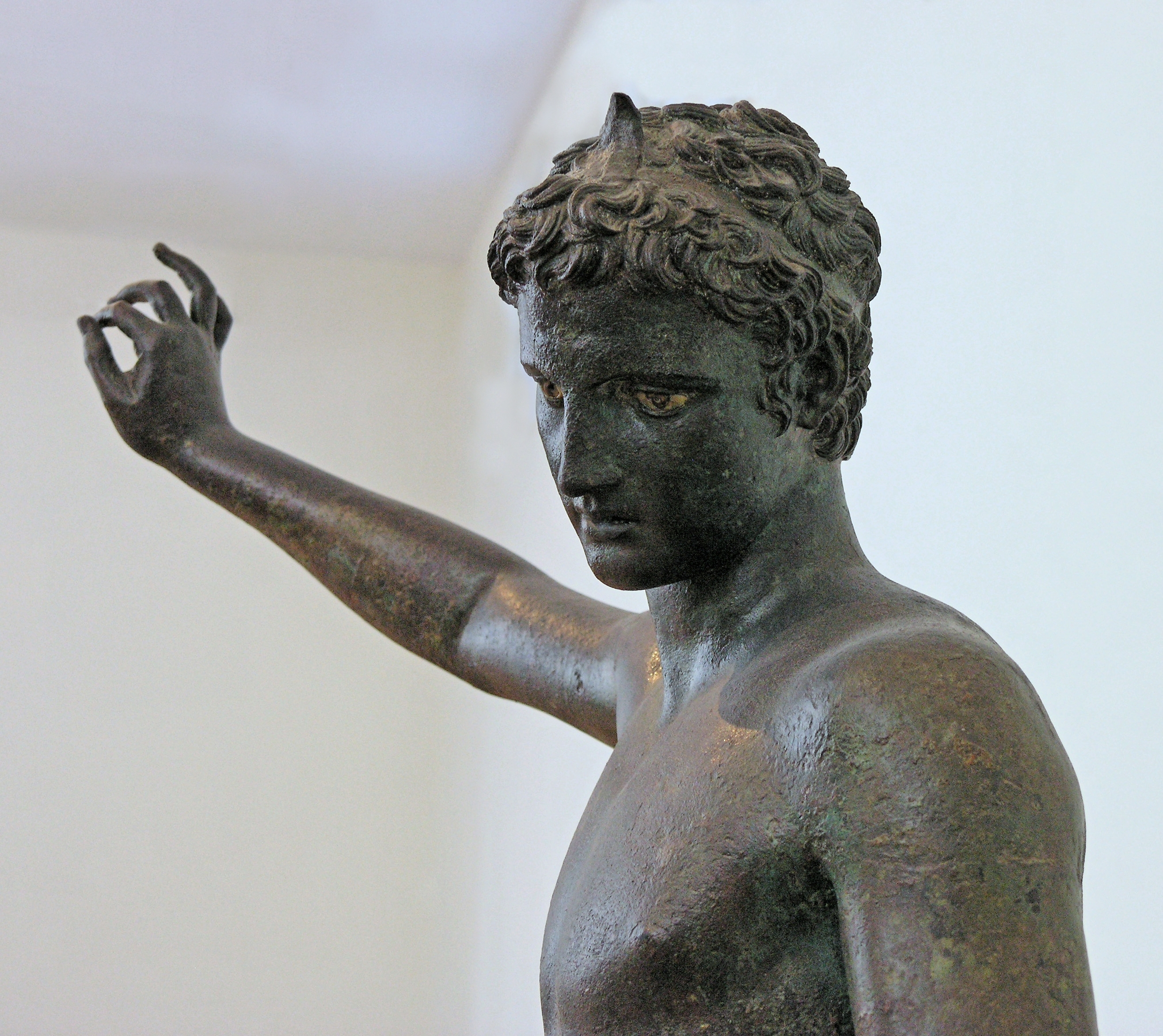
Particolare del gesto della mano destra.

La testa, rivolta verso sinistra, indossa una fascia che è attaccata ad una forma di foglia decorativa del tutto simile ad un corno. Il braccio con la mano sinistra sta a mezz'aria come galleggiando nello spazio, come spesso accade per le opere del secondo periodo classico. La stabilità dell'insieme è assicurata da una colata di piombo all'interno della gamba sinistra; il canale di entrata è ancora visibile nell'alluce. Le tracce di strappo sulla pianta del piede e le prime tre dita mostrano anche che il piombo è stato inserito solamente nella gamba sinistra. La punta del piede destro, mancante, è stato restaurato in tempi moderni.
Leggermente piegato il braccio destro è sollevato sopra la testa, mentre quello sinistro è bloccato lungo il torace, con l'avambraccio piegato ad angolo retto. Un attento esame del bronzo dimostra che la mano destra non teneva nulla in mano. Al contrario, il palmo (anatomia) della mano sinistra è montato a mortasa e il tenone restante conserva tracce di piombo. La superficie interna della parte più lunga e l'esterno dell'avambraccio sinistro presentano tracce che dimostrano come l'efebo fosse in possesso di un attributo di forma lunga e piatta di circa 20 centimetri il quale giungeva fino all'incavo del gomito.

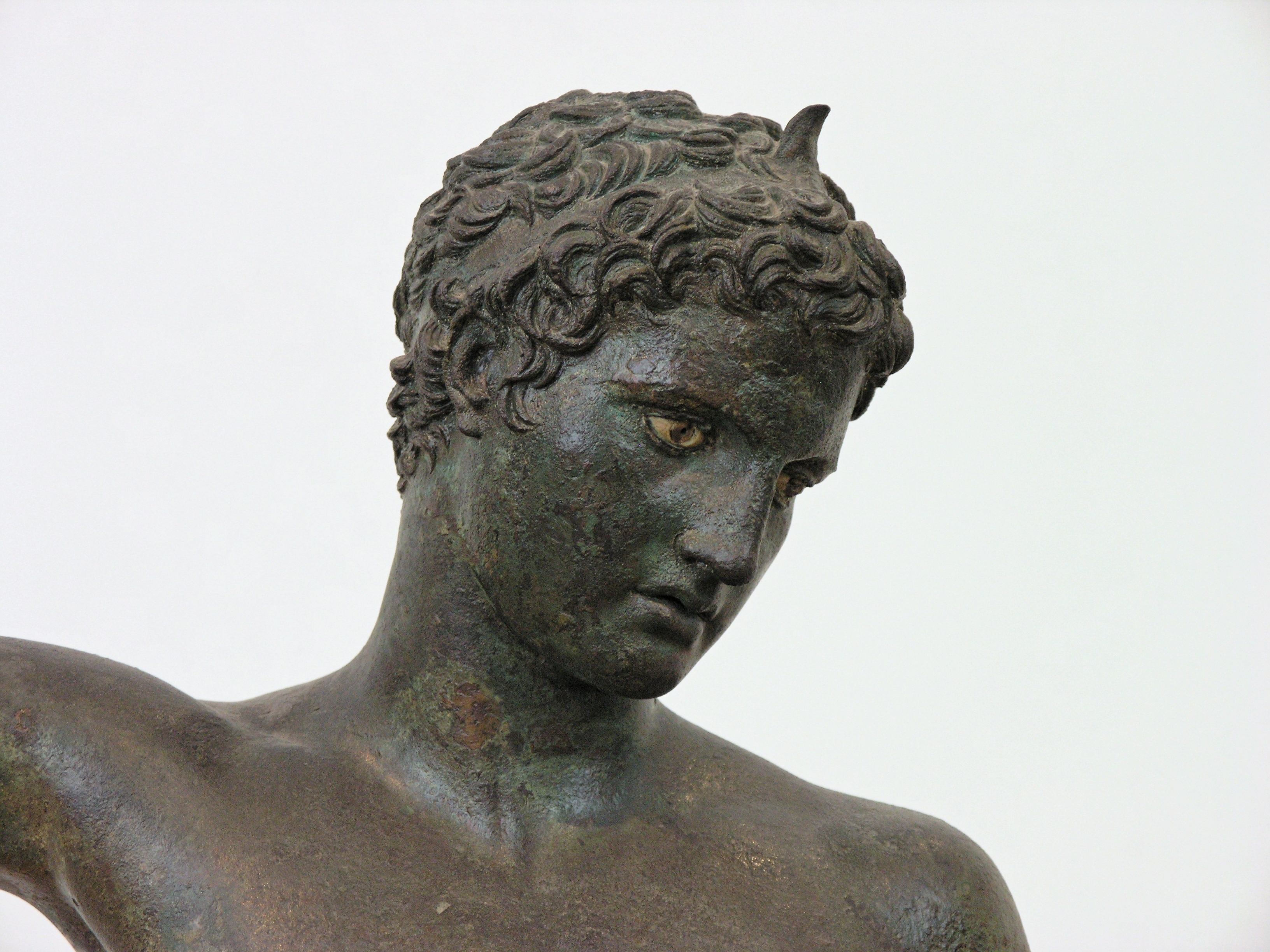
Primo piano del volto.

Il lavoro col bronzo è stato eseguito particolarmente bene: la giunzione delle sezioni non è visibile, ad eccezione di quella delle braccia. Questi sono stati riportati a diversi livelli, il che ci fa pensare che entrambi avevano subito restauri antichi, o almeno alla parte inerente al braccio sinistro. Tuttavia, questo fatto di per sé non è incompatibile con le tecniche di fusione utilizzate al tempo: la differenza di altezza della giunzione potrebbe essere spiegato dalla differenza in posizione e peso di ciascun braccio. In mancanza di una approfondita analisi tecnica del bronzo, non è possibile concludere con certezza l'esatta opera di lavorazione.
Gli occhi sono in pietra bianca, mentre le iridi vengono rappresentate da un disco di pasta di vetro giallo chiaro; la pupilla è invece andata perduta. Sono stati inserite lunghe ciglia sotto le palpebre. I capezzoli sono intarsiati di rame puro.

## Interpretazione
La posizione del giovane non è ben compresa; non è dissimile da quella degli atleti che si stanno versando dell'olio sul corpo, ma in questo caso la posizione della mano destra non consente di vederla come gestualità appartenente ad un coppiere. Lo sfiorarsi del pollice e dell'indice potrebbe d'altronde significare anche uno schiocco delle dita.

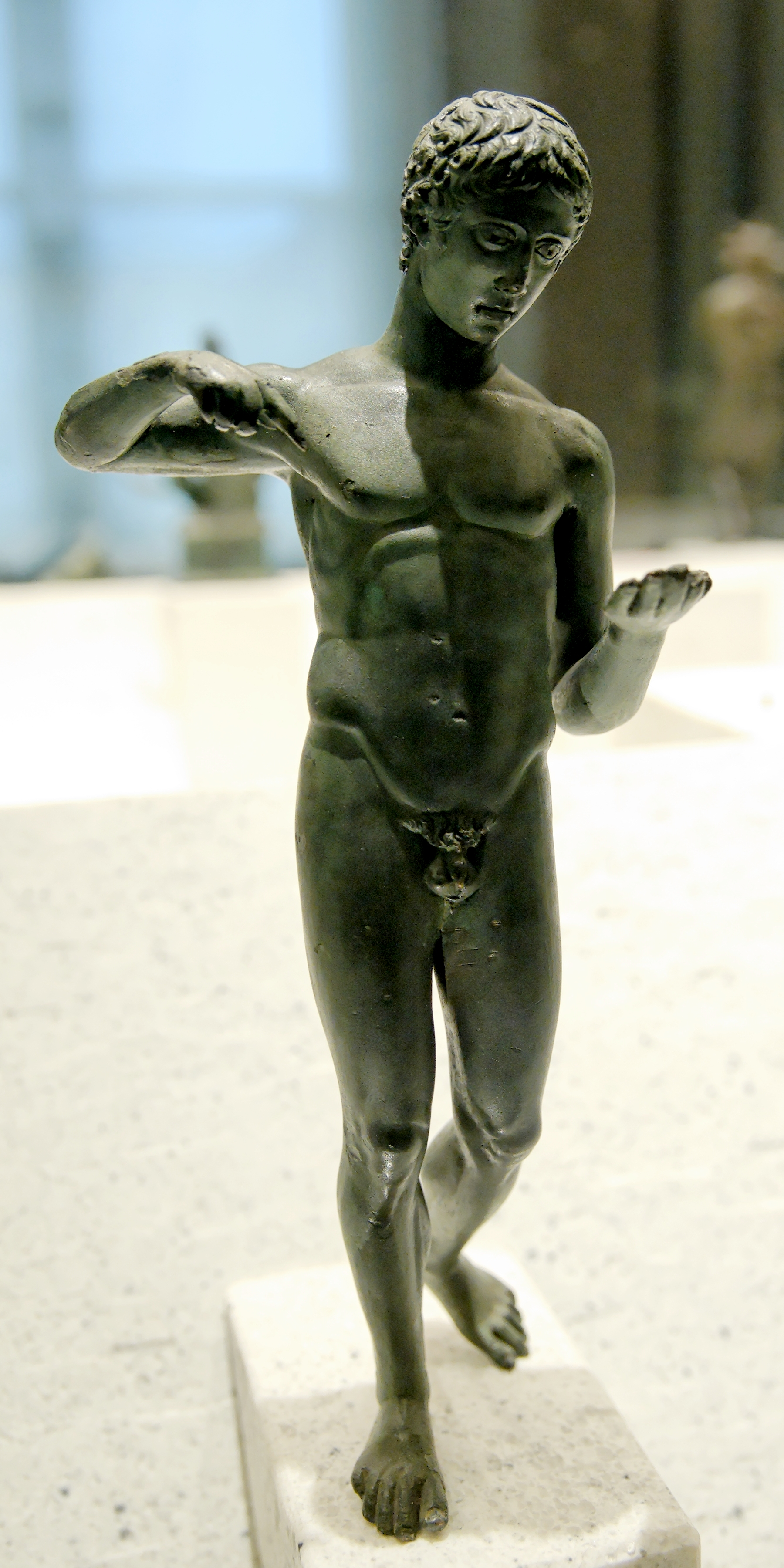
Il giovane Ermes che indica una tartaruga (andata perduta). I secolo a.C., altezza 22 cm.

Si è tentati inoltre di vedere un qualche collegamento tra i rispettivi gesti compiuti dalle mani sinistra e destra, il giovane in tal caso avrebbe potuto avere in braccio un neonato (così come accade nell'Hermes con Dioniso), oppure un gallo appena ricevuto in regalo dall'amante adulto (come accade nella tradizione antica della pederastia greca).
Se fosse una rappresentazione del dio Ermes da adolescente avrebbe potuto tenere in mano una tartaruga, suo attributo

## Attribuzione
Lo stile del giovane si riferisce senza dubbio al secondo classicismo. Il suo fascino e la grazia evocano più precisamente lo stile di Prassitele le cui composizioni maschili inclinano i fianchi in modo da effeminato, oltre alla modellazione dei muscoli, all'età poco più che adolescenziale del modello e l'inclinazione della testa; la statua sembra molto simile al tipo del Satiro versante o "Satiro coppiere" di Torre del Greco. La scelta del materiale in effetti non è incompatibile con l'assegnazione prassiteliana in quanto, anche se il maestro ateniese ha lavorato principalmente in marmo, le fonti antiche affermano che eccelleva anche con il bronzo.

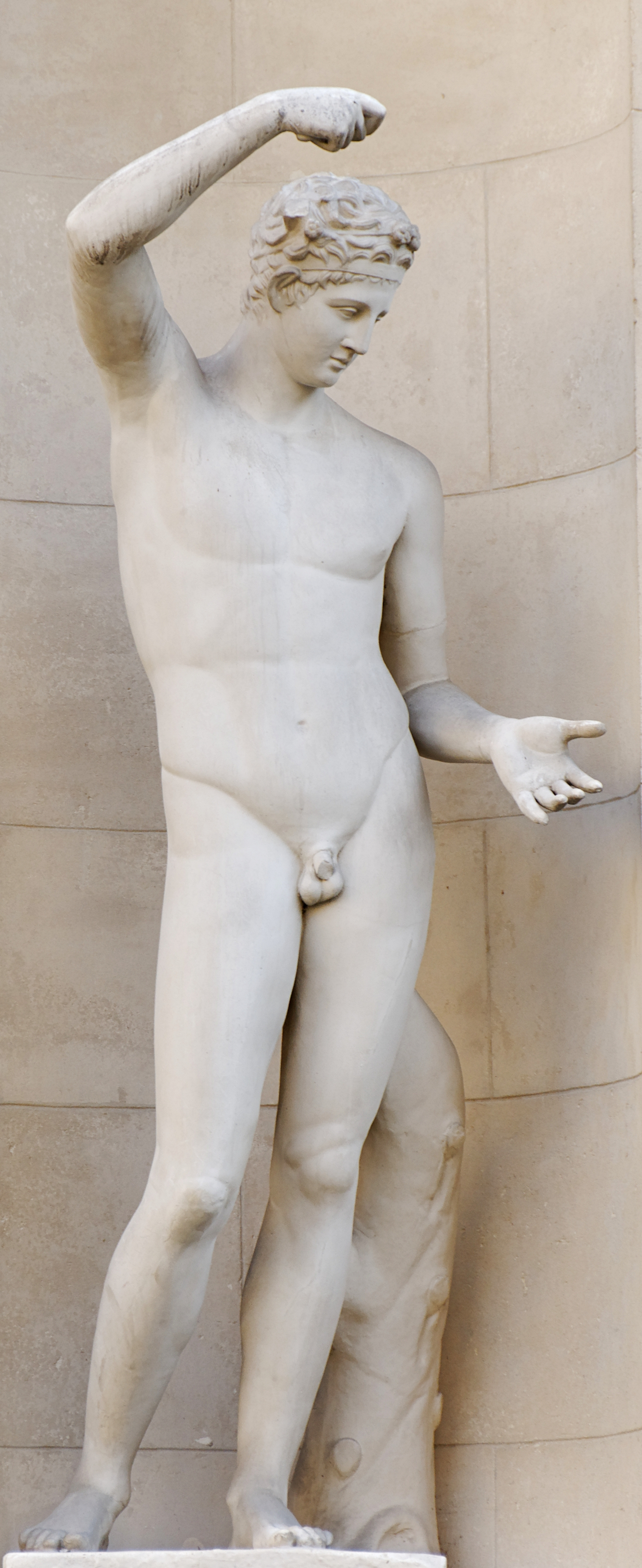
Copia in gesso del tipo "Satiro versante" di scuola prassiteliana, del II secolo d.C.

## Altri reperti subacquei
Con l'avvento delle immersioni subacquee si è avuta la possibilità di cominciare a recuperare reperti di vario genere, tesori artistici ed archeologici che si erano fino a quel momento preservati dalla distruzione umana, proprio a causa del loto sprofondamento in mare.
Altre famose statue in bronzo sono state recuperate, generalmente da siti in cui si erano verificati antichi naufragi, in tutta l'area del mar Mediterraneo: con l'inizio del nuovo secolo nel 1900 nei pressi di Antikythera è stato rinvenuto, oltre alla cosiddetta macchina di Anticitera, anche l'Efebo di Anticitera; nel 1907 un satiro in bronzo, l'Efebo di Mahdia al largo della costa della Tunisia nei pressi della moderna città di Mahdia; nel 1926 al largo di capo Artemision nel nord dell'isola Eubea è stato ritrovato il Cronide di Capo Artemisio; l'Atleta di Fano è stato dragato al largo della costa di Fano in Italia; mentre i Bronzi di Riace sono stati ripescati nel 1972 in Calabria.
Ancora un esemplare di Apoxyómenos è stato recuperato dal mare della Croazia al largo dell'isola di Lussino nel 1999; infine il Satiro danzante di Mazara del Vallo del 2003 proviene direttamente dal canale di Sicilia.